# Aloe mccoyi
Aloe mccoyi é uma espécie de liliopsida do gênero Aloe, pertencente à família Asphodelaceae.